# Serieguide
Serieguide var en svensk tidskrift (ISSN 0346-086X) om tecknade serier. Den grundades 1970 av Valter Bengtsson och lades ner 1980. I redaktionen ingick bland andra Rolf Lindby, Svante Kjellberg, Mats Berggren, Freddy Milton och Daniel Atterbom.
Tidningen utkom oregelbundet men med ett eller flera nummer om året. Undantaget var 1979, då inget nummer utkom. 1980 utkom det sista numret, nummer 67.
Tidskriften hette ursprungligen Serieindex men bytte namn till Serieguide från nr 7. De tidigaste numren var spritduplicerade. Från nr 25 stencilerades tidningen, och numren 35-39 samt 47-67 var i offsettryck.
Tidningen innehöll ibland olika typer av bilagor, inklusive "Serieguide extra" och "SG giant".

## Redaktion[1]
- 1971–1974 • Valter Bengtsson
- 1975–1980 • Rolf Lindby